# Pjotr Kobozev

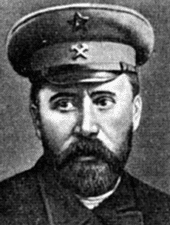
Pjotr Kobozev

Pjotr Aleksejevitsj Kobozev (Russisch: Пётр Алексеевич Кобозев) 
(Pesochnya nu Shilovsky district (Oblast Rjazan), 25 augustus [O.S. 13 augustus] 1878 - Moskou, 4 januari 1941), was een Turkestaans staatsman van Russische afkomst. 
Na de Oktoberrevolutie van 1917 werd Kobozev sovjetcommissaris van de Turkestaanse Autonome Socialistische Sovjetrepubliek. 
Op 30 april 1918 werd Kobozev voorzitter van het Centraal Uitvoerend Comité van Turkestan en van de Raad van Volkscommissarissen, een positie zoals minister-president. Daarmee werd hij de belangrijkste leider van Turkestan. In oktober 1918 trad hij af. Daarna was hij nog enige tijd lid van het Centraal Comité van de Turkestaanse Communistische Partij (TCP).